# Astrid Meloni
Astrid Meloni (Sassari, 11 marzo 1982) è un'attrice italiana.

## Biografia
Ha frequentato la scuola elementare Porcellana a Sassari.
Dopo essersi laureata in Psicologia Clinica all'Università La Sapienza di Roma, intraprende quindi gli studi in cinematografia presso il Centro sperimentale di cinematografia, conseguendo il diploma in recitazione.
Per la TV è Simonetta Cesaroni nel 2011 nel film Il delitto di via Poma, diretto da Roberto Faenza. Dal 2012 al 2014 è la Regina Elisabeth nella pièce teatrale Il discorso del re, accanto a Filippo Dini.

## Filmografia

### Cinema
- Tutta la vita davanti, regia di Paolo Virzì (2009)
- Star, regia di Marc Aurele Vecchione (2014)
- Un fidanzato per mia moglie regia di Davide Marengo (2014)
- Soap opera, regia di Alessandro Genovesi (2014)
- Eddy, regia di Simone Borrelli (2015)
- Tommaso, regia di Kim Rossi Stuart (2016)
- L'equilibrio, regia di Vincenzo Marra (2017)
- Tornare, regia di Cristina Comencini (2019)
- Freaks Out, regia di Gabriele Mainetti (2021)
- Alla vita, regia di Stéphane Freiss (2022)
- Ipersonnia, regia di Alberto Mascia (2022)
- Il primo figlio, regia Mara Fondacaro (2023)[1]
- Il sogno dei pastori, regia Tomaso Mannoni (2024)[2]

### Televisione
- Il delitto di via Poma, regia di Roberto Faenza – film TV (2011)
- Distretto di Polizia serie TV, episodio 11x16 (2011)
- Un passo dal cielo 3 – serie TV, episodio 5 (2015)
- Una pallottola nel cuore – serie TV, episodio 3x03 (2018)
- L'isola di Pietro  – serie TV, 4 episodi (2019)
- Luna nera – serie TV, 5 episodi (2019)
- Màkari, regia di Michele Soavi – miniserie TV, episodio 1x04 (2021)
- Buongiorno, mamma! – serie TV (2021)
- Odio il Natale - serie TV, 6 episodi (2022)
- The Swarm - serie TV, 8 episodi (2023)
- Nudes - serie TV, 9 episodi (2024)[3]
- Il Gattopardo - miniserie TV, 6 episodi (2025)[4]

## Teatro
- Partita spagnola, di Alessandro Baricco, regia di Lorenzo D'Amico (2008)
- Closer di Patrick Marber, regia di Massimiliano Gracili (2010)
- Dopo la prova di Ingmar Bergman, regia di Reza Keradman (2011)
- Falene di Paolo Di Maio, regia di Roberto Di Maio (2011)
- Alzir dea, di C. Jopeck, regia di C. Jopeck (2012)
- Il discorso del re, regia di Luca Barbareschi (2012-2013-2014)
- Scandalo, regia di Franco Però (2015-2016-2017)
- Nozze di sangue, regia di Serena Sinigaglia (2017)
- Disgraced, regia di Martin Kušej (2017-2018)
- Perfetti sconosciuti, regia Paolo Genovese (2024)